# Corporació Pública Empresarial Valenciana
La Corporació Pública Empresarial Valenciana fou una entitat de dret públic creada per la Llei 9/2011, de 26 de desembre, de la Generalitat, de Mesures Fiscals, de Gestió Administrativa i Financera, i d'Organització de la Generalitat. Es va produir en un context de crida a l'aprimament del sector públic per part del Govern espanyol a totes les autonomies.
Va entrar en vigor l'1 de gener de 2012, inclosa en la Llei d'acompanyament dels pressupostos de la Generalitat per al 2012, amb la funció de reestructurar el sector públic empresarial valencià i controlar els pressupostos d'un total de 44 ens públics valencians, amb un pressupost global de 2.000 milions d'euros. Tanmateix, no va començar a funcionar de forma efectiva fins a l'aprovació del seu reglament al Decret 83/2012, d'1 de juny, del Consell.
El novembre de 2012 va plantejar un expedient de regulació d'ocupació que pretenia reduir un 40% del total de la plantilla de les empreses públiques (sense incloure Radiotelevisió Valenciana ni l'Agència Valenciana de Turisme), així com la supressió dels corresponents màxims càrrecs directius.
Fou suprimida el 31 de desembre de 2013 i les seues funcions foren assumides, des del dia 1 de gener de 2014, per la conselleria competent en matèria de sector públic empresarial.